# 無盡的戰爭
《永世之戰》（英語：The Forever War）是美國作家喬·海德曼1974年的軍事科幻小說，講述人類與金牛星人（Taurans）間宇宙戰爭的沉思。本書在1975年獲得星云奖，以及在1976年獲得雨果獎和軌跡獎。《Forever Free》（1999年）和《Forever Peace》（1997年）則是有各自主題的續集小說。中篇小說《A Separate War》（1999年）算是另一個續集，事件同時發生在《永世之戰》的最後部分。小說非正式地組成「永世之戰系列」，小說還啟發了漫畫和棋盤遊戲。
《永世之戰》是SF Masterworks系列的第一個標題。

## 說明
這部小說廣泛被認為是作者在越戰期間服兵役時的描寫，並被看作透過宇宙史詩來寫出他的戰爭經歷。本作品的自傳性的其他提示是主角的姓氏Mandella，這是作者姓氏的近似易位構詞，Mandella是一名物理學生，像海德曼一樣，還有主要女性角色的名字Marygay Potter，這與海德曼妻子的婚前姓名幾乎相同。
本書也被認為是對羅伯特·海萊因的《星艦戰將》的回應。有別於《星艦戰將》歌頌軍人的榮譽，《永世之戰》更強調戰爭造成的各種社會問題，包括分離、死亡、退伍不適應等等。海德曼收到一封海萊因祝賀他獲得星雲獎的信，其「意義比獎項本身大」。根據作者斯彼得·羅賓遜所說，海萊因在頒獎宴會上找海德曼，並說這本書「可能是我讀過的最好的未來戰爭故事！」

## 中譯書目
- 《永世之戰》，王寶翔譯，ISBN 9789863613831, 高寶國際出版，2017年（繁體，台灣）

## 外部連結
- 列在網路推理小說資料庫中的《無盡的戰爭》
- Audio Review （页面存档备份，存于） at The Science Fiction Book Review Podcast （页面存档备份，存于）